# Енглески поинтер
Енглески поинтер (енгл. English Pointer) је раса ловачког пса. Један је од неколико врста поинтера. Најчешће се користи за проналажење дивљачи.
Заједно са ретриверима и шпанијелима, поинтери чине једну већу групу раса ловачких паса која се у Британији зове гандог (енгл. Gundog). Назив поинтер потиче од енглеског глагола to point — „показати”, расе овог типа и чине када пронађу ловину. Овако пси показују ловцу место где се ловина налази и да је постави у свој пушкомет. Веома је битно да ове расе не уплаше ловину, односно да приликом проналаска ловине стоје мирно и њушком показују на плијен (за разлику од шпанијела који исту када нађу, аутоматски и „дигну” — многи профињени ловци са поинтерима сматрају лов са шпанијелима „риболовом са динамитом”). Код ових раса ловачки инстинкт се мора показати већ у другом месецу живота, а онда се ставља акценат на тренирање мирноће приликом „поинтирања”.
Поинтерске расе су се првобитно користиле од стране ловаца који су своју ловину хватали мрежама. Пас би се заледио или поставио у себи својствен положај (овако је енглески глагол to set — „ставити”, „поставити”, дао свим сетерима име), који је дозвољавао ловцу да баци мрежу преко ловине. 
Када је у питању екстеријер, поинтерске расе долазе у свим могућим варијететима крзна, од краткодлаких поинтера, преко оштродлаких раса до свиленкастих сетера.

## Спољашњост
Могу бити црно-беле боје, наранџасто-беле, а ни једнобојни бели или тробојни нису реткост.

## Темперамент
Врло су живахни и издржљиви пси, па им је потребно доста слободе и кретања; са децом и осталим псима врло су мирољубиви и пријатни.
Ниво агресивности им је толико низак да скоро па и не постоји.

## Здравље
Имају нешто осетљивију кожу од других птичара, па их је потребно чешће чистити од кожних паразита.

## Карактеристике расе
Њушка и руб очију су црни, а код паса лимунске боје и код белих паса су светлији. Средње дуге уши постављене су прилично високо, тесно приљубљене уз главу и на доњем делу шиљасте. Реп је средње дужине, постављен равно у висини леђне линије. Длака је кратка, глатка и сјајна. Боје: лимунска, бела, наранџасто-бела, јетрено-бела и црно-бела. Може бити и једнобојан. Доживи 10 до 12 година старости.
Енглези су оплеменили старог шпанског гонича. Поинтеру је специјалност тражење, праћење и указивање. Када стоји високо диже главу и интензивно прикупља мирис. Тражи изузетно брзо по великом простору и јако се удаљује од ловца. Када се постави на специфичан начин ствара јединствену слику — чини се као бела тачка у пољу (енгл. point — „тачка”), по чему је и добио име.